# Miloslav Ransdorf
Miloslav Ransdorf (ur. 15 lutego 1953 w Rakovníku, zm. 22 stycznia 2016 w Pradze) – czeski filozof i polityk, działacz komunistyczny, parlamentarzysta (1990–1992, 1996–2004), poseł do Parlamentu Europejskiego V (w 2004), VI, VII i VIII kadencji.

## Życiorys
W 1977 ukończył studia na Wydziale Filozofii Uniwersytetu Karola. W 1978 obronił magisterium na temat Politické teorie rané renesance a reformace, a w 1982 pracę doktorską pod tytułem Husitská ideologie a vznik raně buržoasního myšlení. W latach 1984–1992 zatrudniony w Czechosłowackiej Akademii Nauk.
W 1990 wybrany na posła do Zgromadzenia Federalnego z listy Komunistycznej Partii Czechosłowacji (do 1992). W latach 1996–2004 sprawował mandat posła do Izby Poselskiej z ramienia Komunistycznej Partii Czech i Moraw. Pełnił funkcję wiceprzewodniczącego Komisji Spraw Zagranicznych (od 1998). W wyborach do Parlamentu Europejskiego w 2004 uzyskał jeden z 6 mandatów przypadłych komunistom (wcześniej pełnił funkcję obserwatora w PE, a po akcesie Czech do UE przez parę miesięcy był posłem V kadencji). Pięć lat później skutecznie zawalczył o reelekcję. W PE pełnił obowiązki wiceprzewodniczącego Komisji Przemysłu, Badań Naukowych i Energetyki. W 2014 został wybrany do Europarlamentu VIII kadencji, w trakcie kadencji zmarł.

## Wybrane publikacje
- Kapitoly z geneze husitské ideologie, 1986, 1987
- Zdeněk Nejedlý, 1988
- Z myšlenkového světa reformace, 1989
- Mistr Jan Hus, 1993
- Muž velké touhy. Komenský proti proudu dějin, 1995
- Nové čtení Marxe, 1996
- Muž svědomí: Ernesto "Che" Guevara, 2000